# Blackle
Blackle és un cercador -les cerques del qual es basen en el motor de Google Custom Search- que té la particularitat de tenir un fons de pantalla uniformement negre, de forma que teòricament estalvia energia, donat que es va suposar en el moment del seu desenvolupament que molts monitors requereixen més energia per tal de mostrar una pantalla en color blanc (o luminosa) que en color negre (o fosca).